# Yabeinosaurus

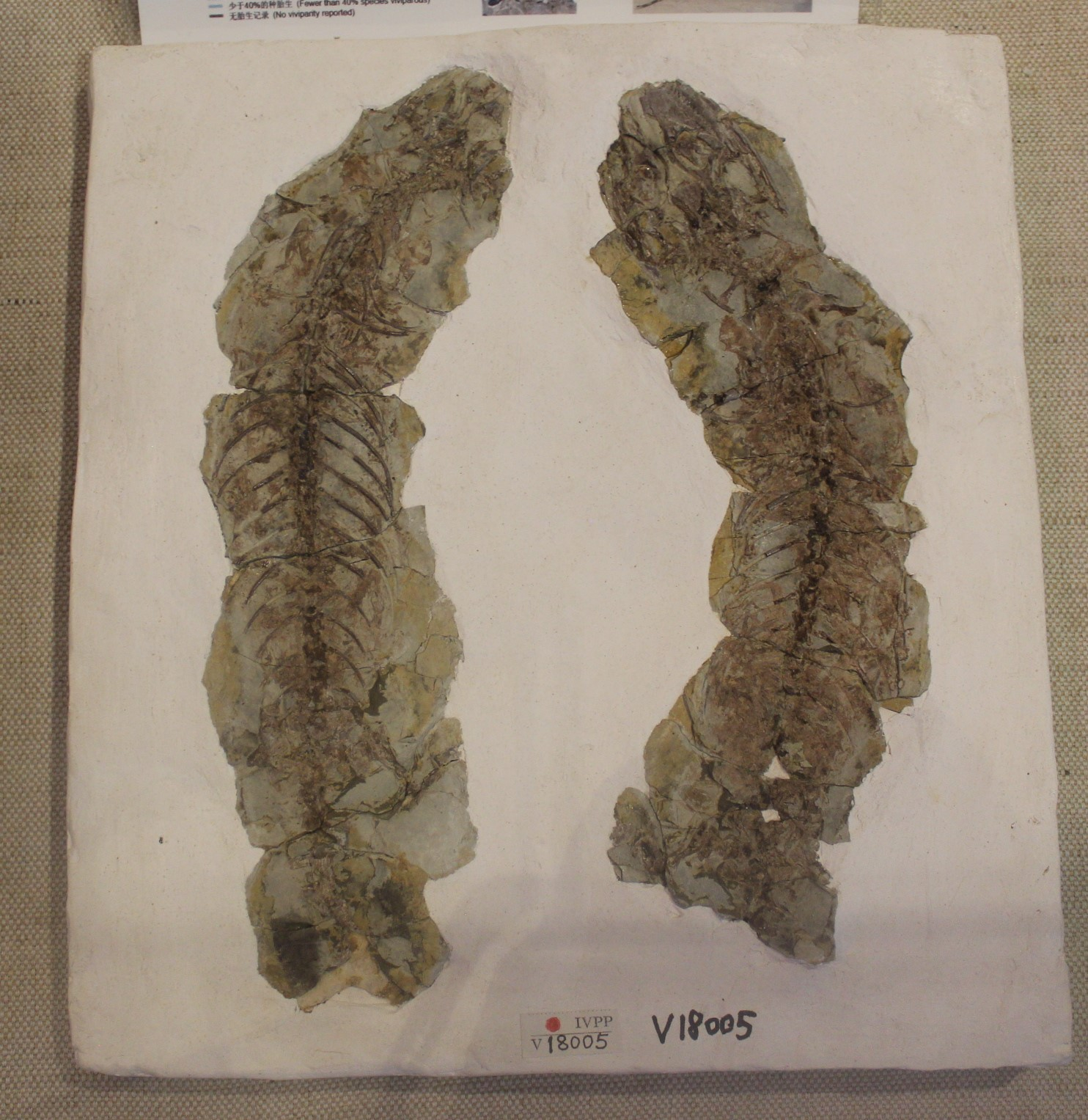
IVPP V18005, un espécimen conservado con más de 15 embriones en su interior, exhibido en el Museo Paleozoológico de China

Yabeinosaurus es un género extinto de lagarto del Grupo Jehol del Cretácico inferior del noreste de China. Se conoce por muchos esqueletos bien conservados que pertenecen a individuos tanto juveniles como adultos. Durante unos 60 años, Yabeinosaurus fue conocido únicamente a partir de especímenes juveniles, lo que llevó a los científicos a creer que se trataba de un pequeño lagarto con huesos débilmente desarrollados. Debido a esto, se pensaba que estaba estrechamente relacionado con los geckos. Los ejemplares más grandes, de hasta 35 centímetros (13,8 plg) de longitud hocico-cloaca se describieron por primera vez en 2005, lo que demuestra que Yabeinosaurus era un lagarto relativamente grande cuando estaba completamente desarrollado. Análisis filogenéticos recientes indican que Yabeinosaurus no está estrechamente relacionado con los gecos, sino que más bien es un lagarto muy basal cercano a la división entre Iguania y Scleroglossa, una de las primeras divergencias en la historia biológica de los lagartos. Es incierto si se encuentra o no fuera de esta división o dentro de Scleroglossa.

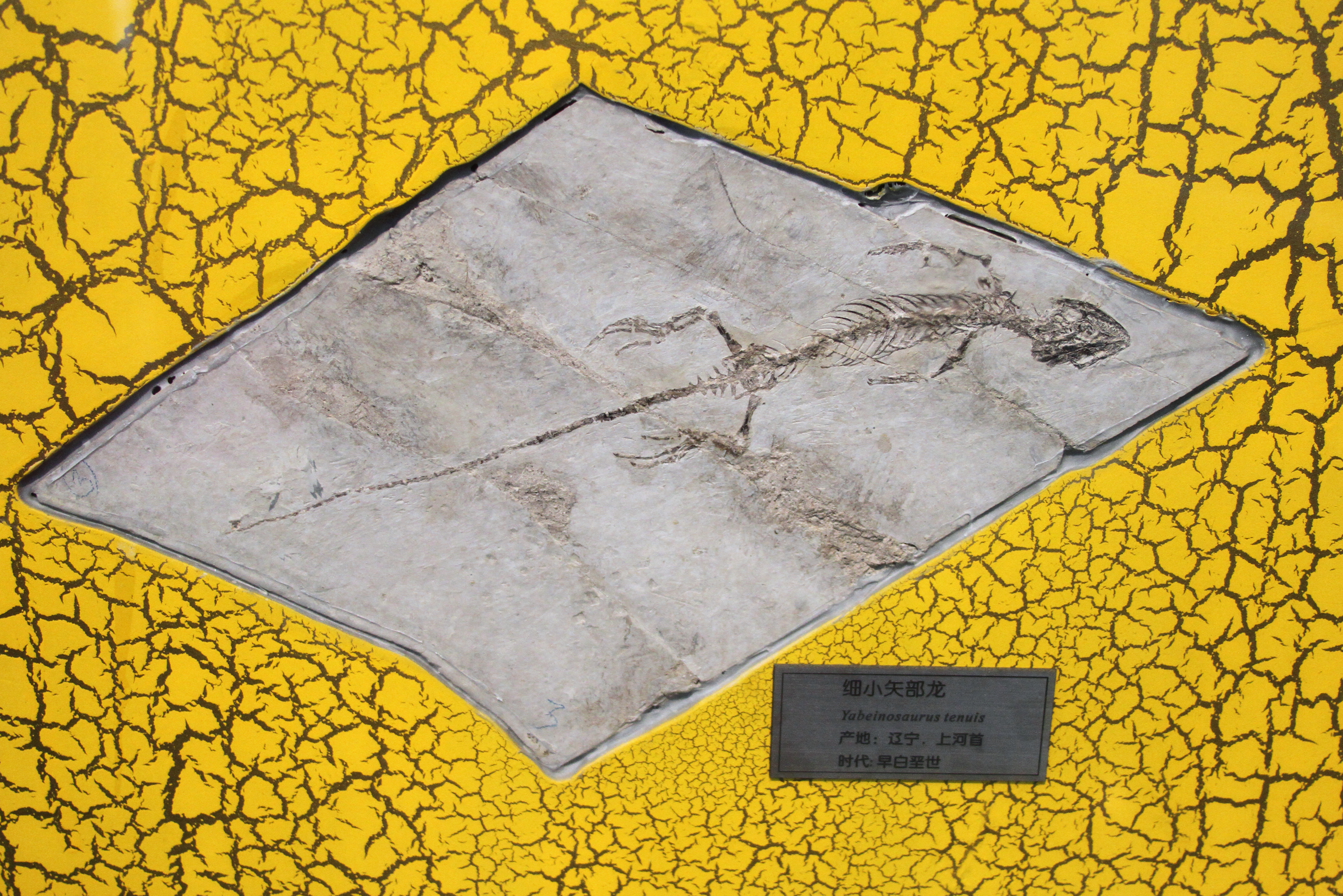
Fósil de Yabeinosaurus en el Museo de Historia Natural de Beijing

En 2011 se descubrió un fósil de Yabeinosaurus con 15 embriones bien desarrollados en su interior, lo que lo convierte en el fósil más antiguo de una lagartija preñada y vivípara descubierta hasta ahora.